# ميساكي هاروياما
ميساكي هاروياما (باليابانية: 晴山 岬) (مواليد 30 يونيو 2001) هو لاعب كرة قدم ياباني.

## وصلات خارجية
- ميساكي هاروياما على موقع رابطة كرة القدم اليابانية للمحترفين (اليابانية)
- ميساكي هاروياما على موقع قاعدة بيانات كرة القدم.إي يو (الإنجليزية)
- ميساكي هاروياما على موقع Soccerway.com (الإنجليزية)
- ميساكي هاروياما على موقع عالم كرة القدم.نت (الإنجليزية)